# Chá solúvel

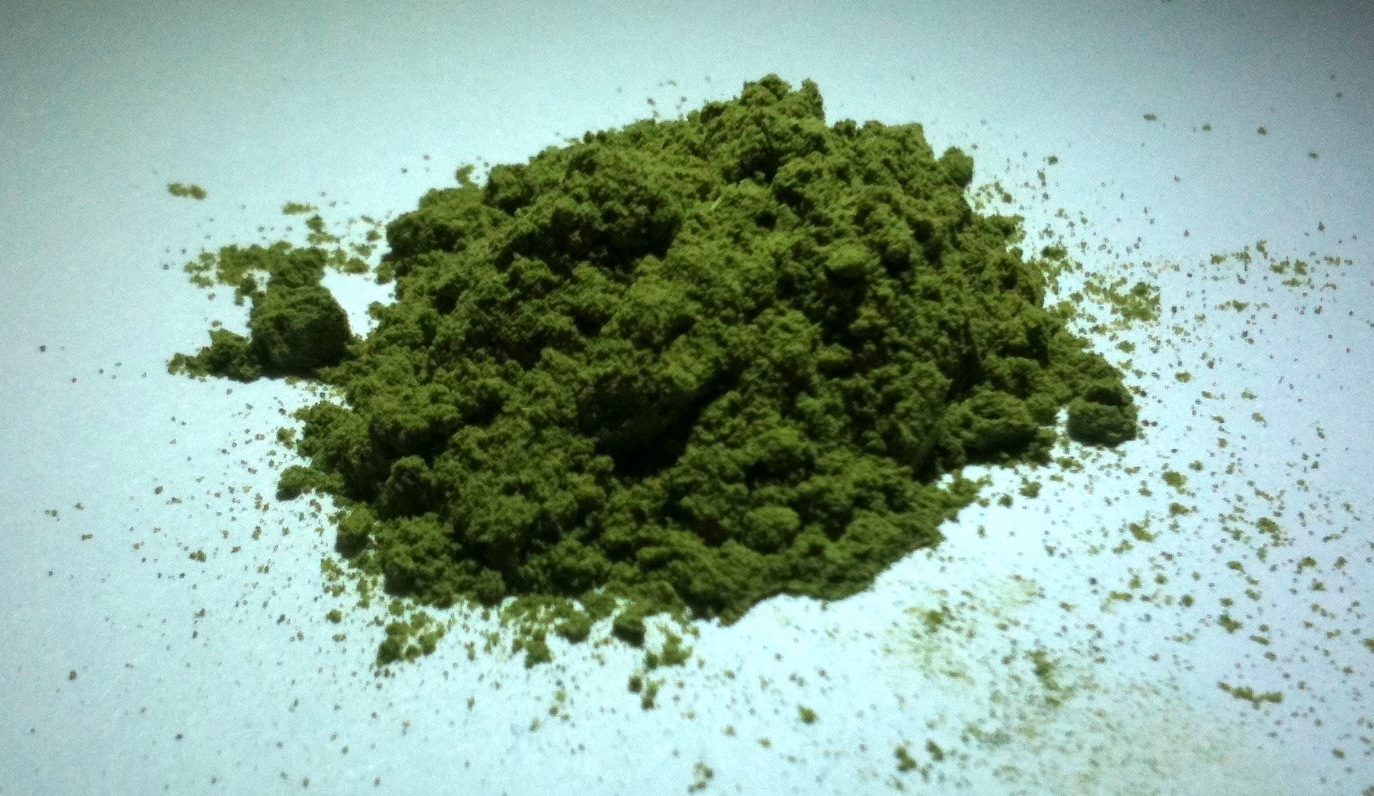
Funmatsucha: chá verde solúvel

Chá solúvel é uma mistura em pó à qual é adicionada água para transformá-la em uma xícara de chá. A forma mais antiga de chá instantâneo foi desenvolvida no Reino Unido em 1885.:538 Foi concedida uma patente para uma pasta feita de extrato de chá concentrado, açúcar e leite evaporado, que se transformava em chá quando era adicionada água quente. Entretanto, nenhum desenvolvimento notável foi feito até que a tecnologia de secagem por pulverização permitiu a secagem dos concentrados de chá em uma temperatura que não prejudicasse os sabores do produto.

## Composição e estrutura
O chá em pó solúvel por si só é o sabor desidratado, o aroma e os compostos de cor encontrados no chá.  Quando comercializado, outros ingredientes podem ser adicionados, como açúcar para dar sabor, ácido cítrico para dar acidez, e outros sabores que normalmente não seriam encontrados nas folhas de chá, como os de framboesa ou limão. Em termos físicos, o chá reconstituído é, em sua maior parte, água com compostos dissolvidos para dar um determinado sabor.  Isso significa que o chá se enquadra na classificação de um fluido newtoniano. O fato de os compostos de sabor e cor serem distribuídos uniformemente quando a água é adicionada indica que o chá reconstituído é uma mistura homogênea. Enquanto o chá tradicional, preparado com folhas de chá e água quente, tem compostos insolúveis que fariam com que ele também fosse uma suspensão, o chá solúvel é fabricado com a intenção de ser dissolvido na água.

## Produção

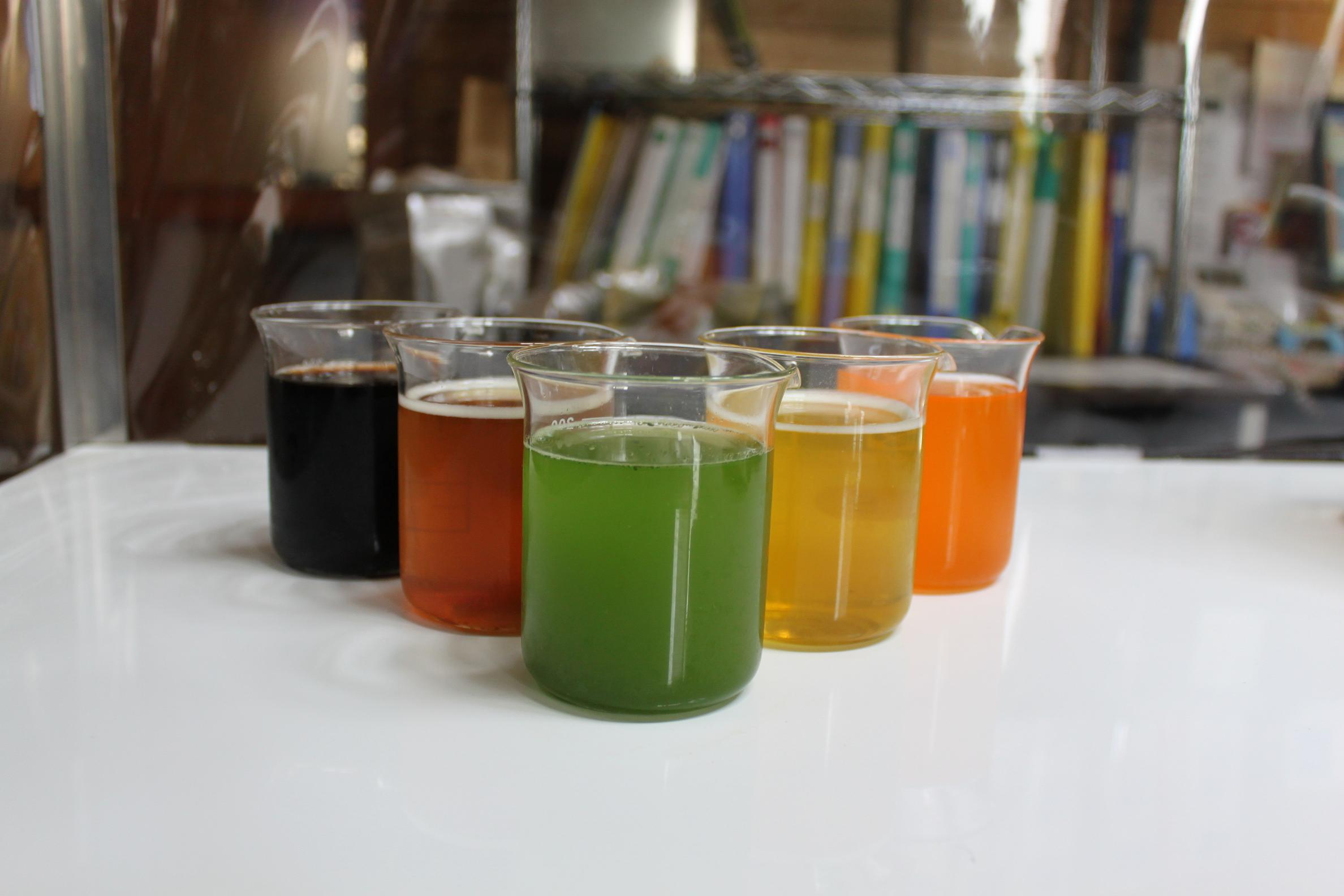
Vários chás solúveis reconstituídos

A produção de chá solúvel pode ser dividida em seis etapas principais: seleção de matérias-primas, extração, remoção de aroma, processamento do creme de chá, concentração e secagem.
A seleção das folhas de chá é feita segundo os melhores interesses do fabricante e do usuário final. Devido a certas restrições legais nos países produtores de chá, é mais econômico para os fabricantes usarem folhas pretas fermentadas e não secas, pois elas não precisam passar por leilões públicos e, portanto, são mais baratas.:538 A qualidade não é sacrificada, pois pesquisas foram feitas para mostrar que esse tipo de folha tem sabor semelhante ao das folhas pretas secas.
A extração é feita com dois objetivos em mente: rendimento de sólidos de chá extraídos da folha e concentração da solução de extrato.:539 Pesquisas demonstraram que os solúveis da folha de chá em um extrator de coluna podem ser descritos em um sistema de três componentes, cada um deles obedecendo a uma lei de solução de primeira ordem. A explicação dada para o fato de os compostos solúveis se enquadrarem em qualquer uma dessas três categorias baseia-se em seu grau de acessibilidade. Os compostos instantaneamente solúveis provavelmente estão na superfície da folha e, por isso, são os primeiros a serem obtidos. Acredita-se que os componentes rapidamente solúveis estejam no interior das folhas, onde as estruturas celulares quebradas diminuem a taxa de entrada do solvente e de saída do soluto.  Espera-se que os compostos solúveis mais lentos tenham alta massa molecular, o que levaria mais tempo para se mover através das matrizes celulares das folhas, ou produtos formados durante a hidrólise no decorrer da extração. Há vários métodos e maquinários que podem ser usados para realizar a extração, mas o conceito geral é que as folhas são tratadas com um solvente para extrair os compostos contidos nelas. No estudo mencionado anteriormente, foi declarado que o rendimento máximo de sólidos que poderia ser extraído era de 35%. Com o tempo, foram descobertos outros métodos químicos para aumentar o rendimento da extração, como o uso de peróxido de hidrogênio em folhas extraídas para obter um rendimento de 42% de sólidos. Após a etapa de extração, a solução é clarificada passando por um decantador, centrífuga ou filtro prensa.:544
Desabsorção é um processo de separação física em que os componentes podem ser removidos de um fluxo de líquido por meio do uso de um fluxo de vapor. O gás de remoção, normalmente vapor, nitrogênio ou dióxido de carbono, passa pela solução líquida e dissolve os compostos aromáticos nela contidos. Os compostos aromáticos são facilmente volatilizados no ar. Por esse motivo, a passagem do gás pelo líquido proporciona uma condição favorável para que os compostos deixem o líquido. A equação para determinar a taxa de transferência de massa entre um alimento e a fase gasosa é:
dm/dt = 2(Dc/πtc)1/2Agc[cei(t) - ce(t)] or = hDAgc[cei(t) - ce(t)]
Onde hD é o coeficiente geral de transferência de massa e é substituído por 2(Dc/πtc)1/2.
A variável dm/dt é a taxa de transferência de massa para a fase gasosa, De é o coeficiente médio de difusão das moléculas de aroma livres na emulsão, Agc é a área de superfície da interface gás/alimento, tc é o tempo em que os elementos da superfície são expostos à superfície e cei(t) e ce(t) são as concentrações dos compostos de aroma na interface e na emulsão, respectivamente.
Com relação à desabsorção, o Agc tem o maior efeito sobre a taxa de transferência de massa.A maximização da área de superfície para a transferência de massa é feita com o uso das menores bolhas possíveis durante a remoção. Considerando a estrutura esférica das bolhas, a área da superfície é dada por 4πr2 e o volume é dado por (4πr3)/3. Isso implica que, em qualquer aumento de raio, o volume aumenta em um fator maior do que a área da superfície. Isso também significa que, no menor volume possível, haverá a maior relação entre área de superfície e volume, proporcionando uma área de superfície maior para as reações. O uso de gás inerte é preferível porque evita a oxidação e, portanto, a deterioração dos compostos aromáticos.:544
O chá-preto contém compostos com baixa solubilidade, que tendem a se unir. A solução fica turva e muda de cor para marrom-claro, esse fenômeno é conhecido como cremosidade do chá. Pesquisas demonstraram que o creme é uma substância coloidal que contém muitos dos compostos que contribuem para a cor e o sabor do chá-preto e pode conter até 30% do total de sólidos. A força motriz por trás da formação do creme é a insolubilidade da teaflavina e dos polifenóis, que se associam por meio de interações do grupo galoil. As teaflavinas têm propriedades ácidas que fazem com que elas tenham uma carga negativa no pH do chá-preto, que é de, aproximadamente, 4,9. Normalmente, isso levaria a repulsões eletrostáticas entre as moléculas, estabilizando o coloide. No entanto, a presença de íons de cálcio (Ca2+) pode neutralizar essas cargas, promovendo a agregação. Outros íons metálicos carregados, como o magnésio e o alumínio, também estão presentes em altas concentrações no chá, mas nenhum dos íons se divide tão bem no chá quanto os de cálcio. A glicosilação da solução também aumenta a solubilidade dos polifenóis e enfraquece a autoassociação. A explicação proposta é que o tamanho do açúcar dificulta a interação de outras moléculas. No mercado americano, o consumidor espera que o chá solúvel seja límpido quando reconstituído, o que torna o creme uma parte inaceitável da solução. Industrialmente, vários métodos foram patenteados para lidar com o problema, como a utilização de tanase para solubilizar o creme. Outro método desenvolvido baseou-se na identificação de duas classes no creme: compostos de baixo peso molecular, como os polifenóis, que contribuem para o sabor, e compostos de peso molecular mais alto, como polissacarídeos, polipeptídeos e proteínas. Esse processo remove os compostos de alto peso molecular por meio de ultrafiltração, cromatografia de absorção ou filtração de óleo. Os compostos de sabor permanecem e não se transformam em creme.
Após os processos de extração e cremação do chá, a solução de chá continua muito diluída para passar por um secador. A secagem nesse ponto exigiria muito capital para pouco ganho, e qualquer tipo de spray ou liofilização faria com que o pó resultante tivesse uma densidade muito baixa. A resposta é primeiro concentrar a solução em 40% de sólidos antes da secagem, o que envolve a remoção da água por evaporação.:547 A concentração do chá é normalmente feita por meio da redução da pressão. Em altas temperaturas, as teaflavinas na solução são convertidas em tearubigina e os carboidratos caramelizam. Os sistemas de evaporação forçada apresentavam pontos quentes que levavam a características sensoriais indesejáveis, como sabores rançosos e queimados. Os trocadores de calor de placas podem causar a evaporação desejada a cerca de 45°C, com tempos de residência curtos que reduzem o risco de danos térmicos e esse método pode produzir um extrato com 45% de sólidos. A remoção do aroma é feita antes da concentração, pois esses compostos correm o risco de serem perdidos durante a evaporação.
A secagem por pulverização é a etapa final da criação do chá solúvel, desconsiderando os pontos de controle e a embalagem. É o método preferido de secagem, em oposição à liofilização, porque é mais barato sem sacrificar a qualidade. O princípio por trás da secagem por pulverização é semelhante ao da remoção de aromas, em que partículas menores têm uma relação maior entre superfície e área. Ao forçar o extrato líquido por um bocal, a solução se atomiza ou se transforma em gotículas muito finas. Essas gotículas se encontram com uma contracorrente de gás quente, fazendo com que evaporem e deixem apenas os sólidos para trás. Em geral, as gotículas são secas até cerca de 3 a 5%, pois qualquer valor inferior a esse aumentaria o risco de queimaduras e qualquer valor superior a esse poderia reduzir a vida útil devido ao aumento da atividade da água.:550